# ハーフソード

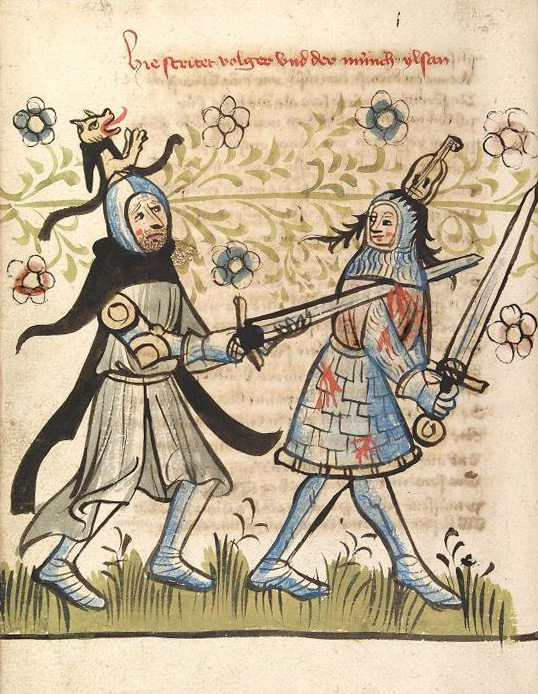
叙事詩『ヴォルムスの薔薇園』より、修道士イルサン（左）が吟遊詩人フォルカーをハーフソードで攻撃している。1418年製本

ハーフソード（英語: Harf-sword、ドイツ語: Halbschwert）は西洋剣術における技法の1つ。左手で剣の剣身を持ち、接近状態から鎧の隙間を突くこの技法は、14世紀後半から普及したプレートアーマーをまとった重装歩兵に対抗するために編み出された剣術である。

## 基本的戦法

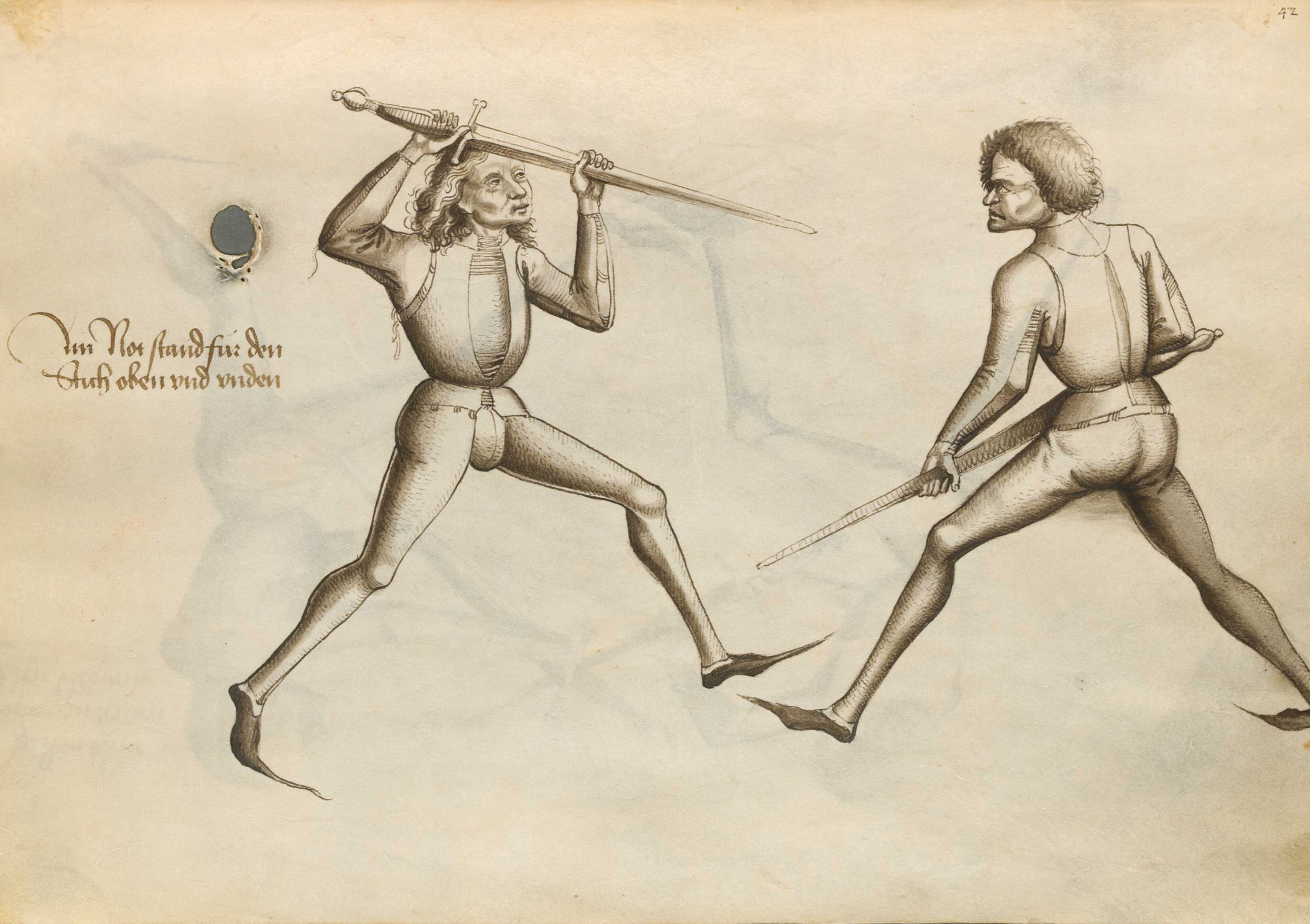
ハンス・タールホファーの武術書（1467年製）より。左の剣士が『毒蛇の構え』をしている。

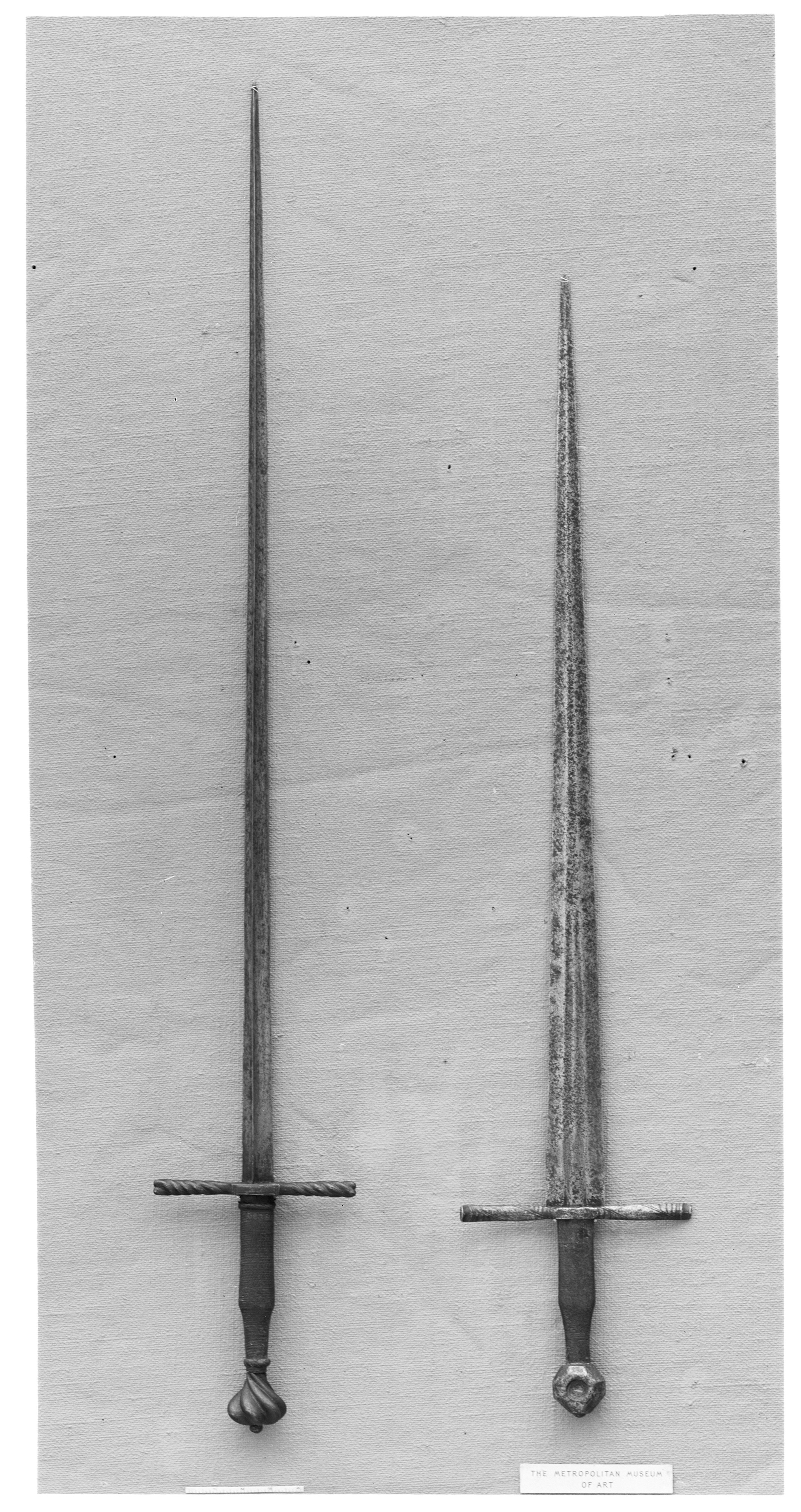
1525年にドイツかスイスで製造されたエストック（メトロポリタン美術館所蔵）

ハーフソードに用いる剣は、15世紀の戦争で用いられた両手持ちの剣（分類上ではバスタードソードに当たる）である。この時代には、エストック、あるいはタッカー、パンツァーブレッヒャーと呼ばれる突き刺し攻撃に特化した刃のない剣が登場しており、ハーフソードの技法に合致している。
ハーフソードの構え方は武術の流派、そして相手次第によって変化する。最も攻撃的な構えは、側頭部に剣を横に構えて剣先を相手に向け、右手で柄頭を、左手で剣身を持つという『毒蛇の構え（Posta Serpentino lo Soprano）』である。これはロングソードにおける『雄牛の構え』に似ており、上方からの突きを第一とする構えである。ドイツ式剣術ではこの構えを第一の構えとしている。ドイツ式剣術では、中段に構える第二の構え、剣を前方に横向きに構える第三の構えがあるが、これらは敵の攻撃に対するカウンターを旨とする構えである。
剣身を掴む左手はガントレットで保護されているが、ハーフソードの達者はリカッソと呼ばれる刃のない剣身部分がある剣を用いた。イタリアの剣術家、フィリッポ・ヴァーディは、剣は切っ先だけが研がれていればよいと提案しており、刺突攻撃をしやすいよう剣も改良されていたことを示唆する。当初は左手は親指が剣先を向いた順手持ちで、単純に槍の要領で攻撃を繰り出していたが、技法が確立するに従って左手は親指を柄に向けた逆手持ちとなり、短剣を逆手に持った戦闘術に近しくなった。
ハーフソードの戦法は剣術というより、手槍の戦法に似ており、顔面、頸部、脇の下、籠手の内側、股間、両膝といった鎧に保護されていない部位を狙い突き刺すものである。極端に間合いが狭いハーフソードの戦法は相手と鎧をこすり合わせるほどの肉弾戦になりがちで、剣の両端を持っていることで相手の攻撃にてこの原理を用いて制御する技術が多くある。レスリングの技術も重要で、鍔迫り合いから相手を押し倒して一撃を見舞うのが有効手である。また、剣先で突き刺すだけではなく、柄頭で殴りつけるモルドハウ（“必殺の一撃”ほどの意）と呼ばれる戦法もあった。
ハーフソードは重装歩兵に対する効果的な戦法であり、同時に自らも重装歩兵である点において、カウンターを狙った少なく無駄のない動作に徹することで、重たい打撃武器を振るうよりもスタミナを温存できることが何よりの利点である。だが、それを実現するには十分な訓練が必要であり、より長く威嚇的な武器が振り回される戦場で短剣に等しい間合いで戦うためにも並外れた冷静さと精神力も必要だった。そして一番の欠点は、相手が重装歩兵でないとさしたる利点がないことである。

## 歴史的背景

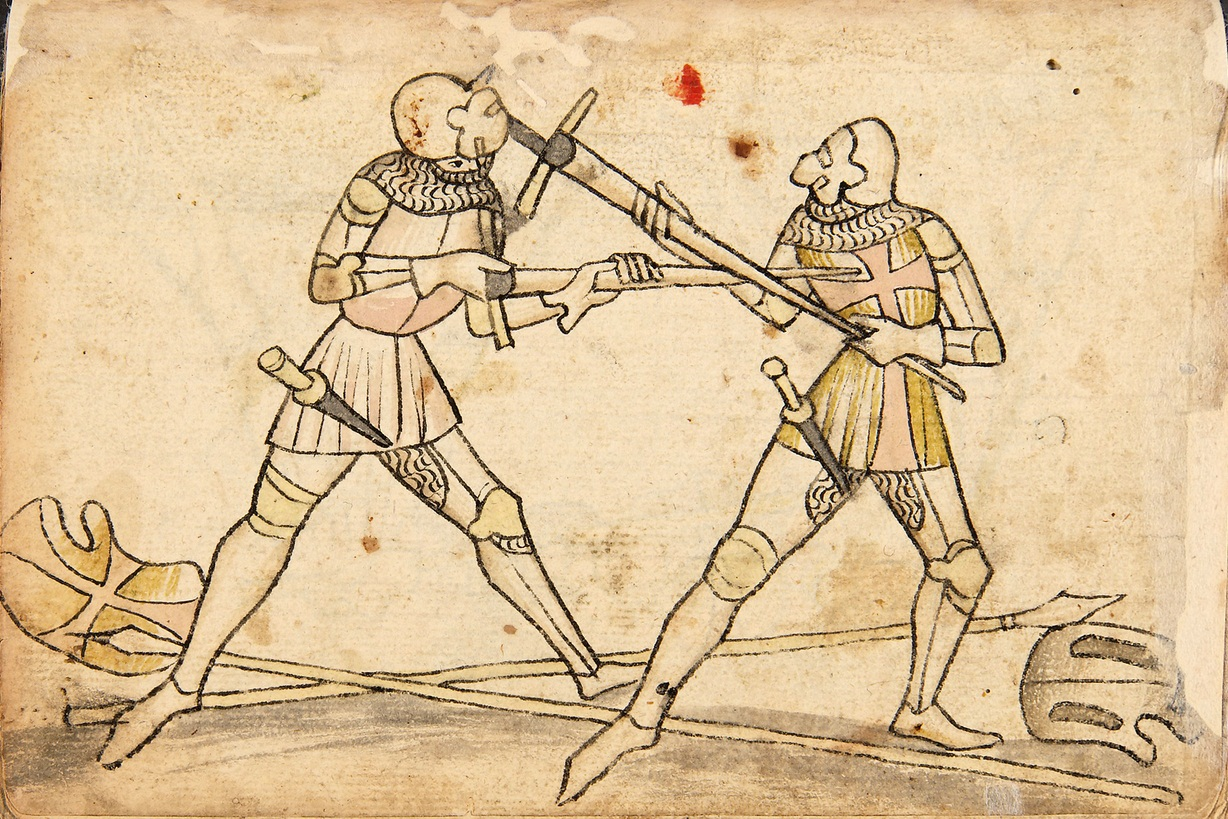
武術書ヴァラーシュタイン写本より。柄頭で殴りかかるモルドハウを仕掛ける右の剣士に対し、ハーフソードで応戦する左の剣士

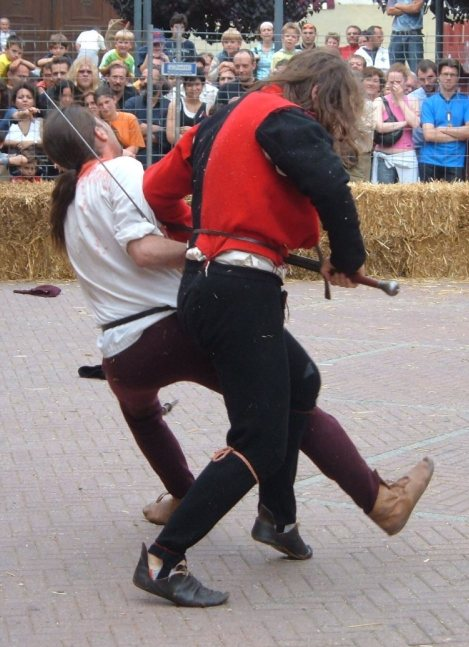
中世再現イベントでの、15世紀ドイツ剣術のデモンストレーション（2007年）。赤い服の剣士がハーフソードから、投げ技による「突き抜け」で相手を崩している。

ハーフソードは戦場を全身鎧が席捲する時代に合わせて登場している。15世紀ドイツの剣術家、ペーター・フォン・ダンツィヒが1452年に著した『写本44A8』には、同時代の剣術家であるマルティン・フンツフェルトや、レグニツァの人アンドレによるハーフソードの語彙註解（glossa）が掲載されている。ダンツィヒを含めた3人とも、ヨハンネス・リヒテナウアーの後継者を自認する「リヒテナウワーの友」である。
14世紀後半から登場したプレートアーマーは、15世紀に改良されたイギリス式のホワイト・アーマーやドイツ式のゴシック・プレートアーマーの登場によって戦場を一変させている。従前の片手剣による刺突、斬撃では堅固で丸みを帯びた形状の金属鎧に対する有効的な一撃は期待できなかったので、板金鎧を打ち破るための新たな兵器、戦法が旧来のものから置き換わった。兵器面では、メイス、ウォーハンマーなどの打撃武器で鎧越しにダメージを与える武器が登場し、戦法面ではハーフソードなど鎧の隙間を狙う剣術が発達した。いずれも両手に武器を構える必要があり、盾は不要なものとなった。騎士もまた、馬から降りての徒手戦闘が主体となった。
ハーフソードの戦法がいつまで戦場で現役だったか正確な時代は不明であるが、戦場から重装歩兵が姿を消し、そして戦争自体が武人の武勇から集団による消耗戦と移行していった16世紀には過去のものであったことは想定できる。剣による斬撃には耐えることができた板金鎧も、より破壊力のあるハルバードやポールアックスには無力で、1477年のナンシーの戦いにおけるブルゴーニュ公シャルルや、1485年のボズワースの戦いにおけるリチャード3世といった最高級の板金鎧を装備していたであろう最高指揮者を戦死させたのは、いずれも雇われ民兵によるハルバードの一撃であった。リチャード3世に至っては致命傷となった一撃によって兜が頭蓋骨までめり込むほどの威力であった。かくして、戦場は傭兵による集団的暴力が物を言う時代に変化し、高価な防具と武芸を磨く経費がかさむ騎士そのものが戦場から姿を消すようになった。戦場から全身鎧が姿を消したことで、ハーフソードの戦法はその役目を終えたと云える。
今日において、ハーフソードの存在は15世紀に活動していた剣術家たちによる武術書からうかがい知ることができる。また、現代における中世ヨーロッパ武術の再現、いわゆるHEMA（Historical Europian Martial Arts）の研究者の中にもハーフソードに言及している者もいる。

## フィクション作品におけるハーフソード

### 漫画
- 『甲冑武闘』

久慈光久による短編漫画。薔薇戦争を舞台に、ハーフソードを主題として扱っている。同名の短編集に収録。
- 『ダンジョン飯』

登場人物の1人、カブルーがハーフソードで戦うシーンがある。